# Евгения Шекерджиева
Евгения Иванова Шекерджиева е известна търновска учителка, изпратила благодарствен адрес на Руския император за свободата на Търново.

## Семейство и ранни години
Евгения Шекерджиева е родена на 24 октомври 1861 г. в Търново, в семейството на заможни и уважавани родители: баща ѝ Иван Шекерджиоглу е дълго време член на меджлиса (общинското управление) на Търново, а майка ѝ Анастасия Мазакова е авторитетна личност и членува в Женска община „Радост“. С подкрепата на Женската община Шекерджиева завършва средно образование в Ермоло-Мариинския женски институт в Москва. След като се завръща в Търново е назначена за учителка по история в Девическата гимназия в Търново през 1876 г.

## Обществени заслуги
Евгения Шекерджиева преживява емоционално Руско-турската освободителна война (1877-1878) и освобождението на родния си град Търново на 25 юни (7 юли) 1877 г. и изразява огромната си благодарност в трогателен поздравителен адрес до руския император Александър II, който изпраща лично до него на 10 юли 1877 г. По този повод съчинява и стихотворението „Песень в чест Освободителя болгар, Александра II-го“ от името на търновци и цяла България. След приключване на войната Евгения Шекерджиева получава лично от Канцеларията на Императорския двор писмо-отговор с дата 21 май 1878 г., в което руският император официално изказва своята благодарност, трогнат от вниманието на младата търновка.
По повод избирането на принц Александър Батенберг за първи княз на България, проведено на 26 юни 1879 г., Евгения Шекерджиева отново изпраща емоционално писмо, съпроводено с подходящо за случая стихотворение. Удостоена е от канцеларията на княз Александър I Батенберг с лично писмо от 13 септември 1879 г., в което се казва: „Негово Княжеско Височество Ви благодари сърдечно за този искрен трогателен знак на патриотическите Ви към Него чувства и Ви уверява в особеното си благоволение.“ Оригиналите на височайшите писма са се съхранявали от нейния брат Стефан Сакаров.
През 1879 г. Евгения Шекерджиева получава нова стипендия от новосформираното Женско благотворително дружество „Милосърдие“, ръководено от Евгения Кисимова, за да постъпи във Висшите женски курсове в Москва – най-висшето образование, достъпно за жени в този период. На втората година от своето следване (1880) заболява тежко и умира в Москва, далеч от близки и роднини.